# Björn Grundies
Björn Grundies (* 1974 in Stralsund) ist ein deutscher Schauspieler.

## Leben
Grundies studierte von 1994 bis 1998 an der Hochschule für Musik und Theater „Felix Mendelssohn Bartholdy“ Leipzig und war zugleich als Schauspieler am Leipziger Schauspielhaus beschäftigt. Dort arbeitete hauptsächlich mit der Regisseurin Konstanze Lauterbach und dem Regisseur Wolfgang Engel zusammen. 1997 erhielt er in Zürich den Einzelpreis der Vontobel-Stiftung für seine Darstellung des Buenco in Clavigo unter der Regie von Wolfgang Engel. Danach war er von 1998 bis 2004 am Thalia Theater Hamburg unter der Leitung von Jürgen Flimm und Ulrich Khuon engagiert. U. a. arbeitete er dort mit Regisseuren wie Robert Wilson, Lou Reed, Armin Petras, Martin Kušej, Stephan Kimmig, Jürgen Kruse und Jürgen Flimm zusammen. Anschließend wirkte er drei Staffeln lang, von 2002 bis 2005, in der Fernsehserie Alphateam –  Die Lebensretter im OP mit.
Seit 2005 ist er freischaffender Schauspieler. Er war zu sehen in Reine Formsache, Girl, Schmidt ist Billiger, Die Pfefferkörner und Eugenes Welt. Von 2009 bis 2010 spielte Grundies in der ARD-Telenovela Sturm der Liebe die Rolle des psychisch kranken Harry Lugauer. 2013 war er Gastschauspieler am Staatstheater Saarbrücken.
Grundies ist Mitautor des Buches Anderes Ufer, andere Sitten.
Seine Schwester ist die Schriftstellerin und Hörspielautorin Ariane Grundies.

## Filmografie (Auswahl)
- 1999: Geschichten aus dem Wiener Wald
- 1999: Typisch Ed!
- 1999: Wolffs Revier
- 2000: Großstadtrevier
- 2001: Der Ermittler
- 2001: Doppelter Einsatz
- 2001: Bargeld lacht
- 2001: Doppelter Einsatz
- 2001: St. Angela
- 2001: Stahlnetz
- 2002: Einspruch für die Liebe
- 2002: Familie XXL
- 2003: Adelheid und ihre Mörder
- 2003–2006: Alphateam – Die Lebensretter im OP (77 Folgen)
- 2006: K3 – Kripo Hamburg
- 2008: Notruf Hafenkante – Auf schmalem Grat
- 2008: Die Pfefferkörner
- 2009–2010: Sturm der Liebe (8 Episoden)
- 2012: Leg ihn um
- 2014: Die Pfefferkörner
- 2017: Nord bei Nordwest – Estonia
- 2018: 13 Uhr mittags
- 2018: Großstadtrevier – Der Tote am Strand
- 2018: Angst in meinem Kopf
- 2019: Arrow Minds – Jizztory
- 2021: Der Usedom-Krimi: Der lange Abschied
- 2021: WaPo Berlin − Das Krokodil im Badesee
- 2023: Soko Wismar – Tour de Tod